# Katharina D. Oppel
Katharina D. Oppel (* 1963 in Bonn) ist eine deutsche römisch-katholische Theologin.

## Leben
Katharina D. Oppel studierte Katholische Theologie in Bonn, Jerusalem und München. Es schloss sich ein Promotionsstudium in München bei Joachim Gnilka an, das sie 1995 mit einer Arbeit zum Markusevangelium abschloss. Von 1988 bis 2007 gehörte sie der Kommunität Venio OSB in München an.
Seit 1996 ist sie als Pastoralreferentin in der Erzdiözese München und Freising tätig, dabei unterrichtete sie von 2006 bis 2011 als Religionslehrerin am Gymnasium, danach arbeitete Oppel in der Gemeindeseelsorge, anschließend in der Seniorenseelsorge.
Seit 2006 befasst sie sich als Autorin und Referentin mit der Theologie und dem Leben von Dietrich Bonhoeffer.

## Werke (Auswahl)

### Publikationen in Buchform
- Heilsam erzählen – erzählend heilen: die Heilung der Blutflüssigen und die Erweckung der Jairustochter in Mk 5,21–43 als Beispiel markinischer Erzählfertigkeit (= Bonner biblische Beiträge, Band 102). Beltz, Athenäum, Weinheim 1995, ISBN 3-89547-092-9.
- mit Matthias Bahr: Brot teilen – Kommunion feiern, Teil: Handreichung. München 2015, ISBN 978-3-466-36927-0.
- mit Matthias Bahr: Brot teilen – Kommunion feiern, Teil: Werkbuch. München 2015, ISBN 978-3-466-36926-3.
- als Autorin, mit Ferdinand Schlingensiepen (Geleitwort): »Nur aus der heiligen Schrift lernen wir unsere Geschichte kennen«. Bibel und Biografie bei Dietrich Bonhoeffer. Grünewald Verlag, Ostfildern 2017, ISBN 978-3-7867-3103-0.
- Viel lieber würd ich gleich zu Gandhi gehen. Dietrich Bonhoeffer und Mahatma Gandhi. Zwei Stimmen für den Frieden. Patmos Verlag, Ostfildern 2017, ISBN 978-3-8436-1005-6.
- als Herausgeberin, mit Joachim Braun (Hrsg.), Nikodemus C. Schnabel (Hrsg.), Nikolaus Egender (Autor): Vermächtnis Heiliges Land (= Jerusalemer Theologisches Forum, Band 30; Festgabe zum 95. Geburtstag). Aschendorff Verlag, Münster 2018, ISBN 978-3-402-11043-0.
- Ganz Mensch sein in einer brüchigen Welt. Exerzitien im Alltag mit Dietrich Bonhoeffer. Schwabenverlag, Ostfildern 2022, ISBN 978-3-7966-1832-1.

### Beitrag in Sammelwerk
- Von Christus lernen, um Christus zu lehren. In: Gunda Brüske, Anke Haendler-Kläsener (Hrsg.): Oleum laetitiae. Festgabe für P. Benedikt Schwank OSB (= Jerusalemer Theologisches Forum, Band 5). Münster 2003, ISBN 978-3-402-07504-3, S. 78–85.

### Zeitschriftenartikel
- Verstörende Bibellektüre mit Dietrich Bonhoeffer. In: Katechetische Blätter (KatBl), Jahrgang 139, 2014, Heft 6, S. 406–410.
- Bonhoeffer und Gandhi: Zwei Stimmen für den Frieden. In: EndlICH leben. Das Mitteilungsblatt der Seniorenpastoral, 2018, Heft 2, S. 20–22.
- Buchbesprechung: Anders-Petter Sjödin, Verwandelt – in Gottes Nähe. In: EndlICH leben, 2020, Heft 2, S. 29–32.
- Dein Glaube hat dir geholfen – wozu die pastorale d’ engendrement Menschen in der Pastoral verlocken kann (Originalfassung). In: EndlICH leben, 2020, Heft 3, S. 16–23.
- Interview zum Buch „…weil Gott es so will“. Dr. Katharina D. Oppel im Gespräch mit Adelheid Lappy. In: EndlICH leben, 2021, Heft 1, S. 18–23.
- Zachäus, heute muss ich bei dir zu Gast sein! – Biblische Vergewisserungen für kirchliches Handeln im Sozialraum. In: EndlICH leben, 2021, Heft 2, S. 7–16.
- Dein Glaube hat dir geholfen – wozu die pastorale d’ engendrement Menschen in der Pastoral verlocken kann (Kurzfassung). In: PIN-Wand. Mitteilungen für die Berufsgruppe der Pastoralreferent*innen und Pastoral*assistent*innen in der Erzdiözese München und Freising, 30. Jahrgang, 2021, Nr. 88, S. 16–20.
- Bonhoeffer und Gandhi: Zwei Stimmen für den Frieden. In: PIN-Wand, 30. Jahrgang, 2021, Nr. 88, S. 20–22.
- Offener Brief an mein Alter – inspiriert von Pippi Langstrumpf. In: EndlICH leben, 2021, Heft 3, S. 16–21.
- Zu Konstantin Bischoff: Lasst sie sein, was sie sind! Berufliche Haltungen von Pastoralreferentinnen und Pastoralreferenten (= Praktische Theologie heute, Band 182. Kohlhammer Verlag, Stuttgart 2021, ISBN 978-3-17-041662-8). In: PIN-Wand, 31. Jahrgang, 2022, Nr. 92, S. 32–33.
- Ubuntu: Ich bin ein Mensch durch andere Menschen – Südafrikanische Ergänzungen zur präsentischen Herangehensweise von Andries Baar. In: endlICH leben, Rubrik Aus der Theorie, 2022, Heft 3, S. 10–16.
- Praxisimpuls: Ansprache bei einer Trauerfeier für einen verstorbenen Ehemann zum Hohen Lied der Liebe (1 Kor 13). In: endlICH leben, Rubrik Aus der Praxis, 2023, Heft 1, S. 19–20.
- Living with an undivided heart – simplicity as a Christian way for the future. In: Stellenbosch Theological Journal, Band 9, 2023, Nr. 4, ISSN 2413-9459, S. 105–126, doi:10.17570/stj.2023.v9n4.a7.
- Viele Baustellen, ein (Bau-)Herr und immer noch gutes Werkzeug – Ein paar traditionelle Ideen für den inneren Umgang mit dem, was heute klemmt. In: EndlICH leben, Rubrik Aus der Theorie, 2023, S. 38–43.
- Praxisimpuls: Ansprache bei der Trauerfeier für einen verstorbenen Ehemann zum Hohelied der Liebe (1 Kor 13). In: EndlICH leben, Rubrik Aus der Praxis, 2023, S. 46–47.
- Gottes verletzliche Ebenbilder – biblische Gedanken über Menschen mit und ohne Demenz. In: EndlICH leben, Rubrik Aus der Theorie, 2024, Heft 2, S. 8–15.
- „Sonst nichts …“ – oder: Wie ein Torahgelehrter mit seiner Freiheit konfrontiert wird. Gedankensplitter zum Evangelium vom Barmherzigen Samariter. In: EndlICH leben, Rubrik Aus der Theorie, 2025, Heft 2, S. 4–16.